# Angella Emurwon
Angella Emurwon est une dramaturge ougandaise. 

## Biographie
Angella Emurwon est une dramaturge ougandaise. Elle a remporté le premier prix du concours international d'écriture dramatique 2012 dans la catégorie anglais langue seconde pour sa pièce Sunflowers Behind A Dirty Fence (Des tournesols derrière une clôture sale),,, lors du 23ème concours international d'écriture théâtrale organisée par le BBC World Service et le British Council, en partenariat avec Commonwealth Writers,. Sa pièce, The Cow Needs A Wife (La vache a besoin d'une femme) termine troisième du concours d'écriture de la BBC African Performance Play en 2010.

## Œuvres

### Pièces
- Sunflowers behind a dirty fence, 2012
- The cow needs a wife, 2010

### Nouvelles
- Puzzle d'amour